# 帕加尼
帕加尼（義大利語：Pagani Automobili S.p.A.），是一家位于意大利摩德纳的超级跑车制造商，该车厂坚持手工打造车辆，其汽车产量非常少，价格也十分昂贵。

## 历史
公司创始人奥拉西欧·帕加尼（Horacio Pagani）原为阿根廷F3赛车设计师，1982年在著名阿根廷赛车手胡安·曼努埃尔·范吉奥的建议下，来到了意大利摩德纳的兰博基尼车厂工作。帕加尼认为为了减轻车重，在车体上使用碳纤维是一件非常有必要的工作。为此他成立了帕加尼合成材料研究室（Pagani Composite Research），研究所的研究成果运用在了兰博基尼的Diablo、P140、L30等车型上。这些成功案例也增强了帕加尼开设一家工厂的信心。其第一辆车取名为C8工程，后来为了纪念范吉奥，决定改名为Fangio F1。1992年帕加尼终于在摩德纳成立了自己的公司开始制造梦想中的跑车，1994年又和奔驰公司达成协议以使用性能强劲的AMG V形12汽缸引擎。遗憾的是，范吉奥尚未看到这辆跑车的完工就在1995年去世了。帕加尼也因此将车名改为了Zonda C12，Zonda指的是从安第斯山脉吹向阿根廷的北风，这辆车在1999年的日内瓦车展上首次同公众见面。2010年，帕加尼的新工厂完工。这家工厂位于旧厂不远之处，每年的产量约为60-70辆，新工厂的完工大大增加了帕加尼的产能。

## 产品

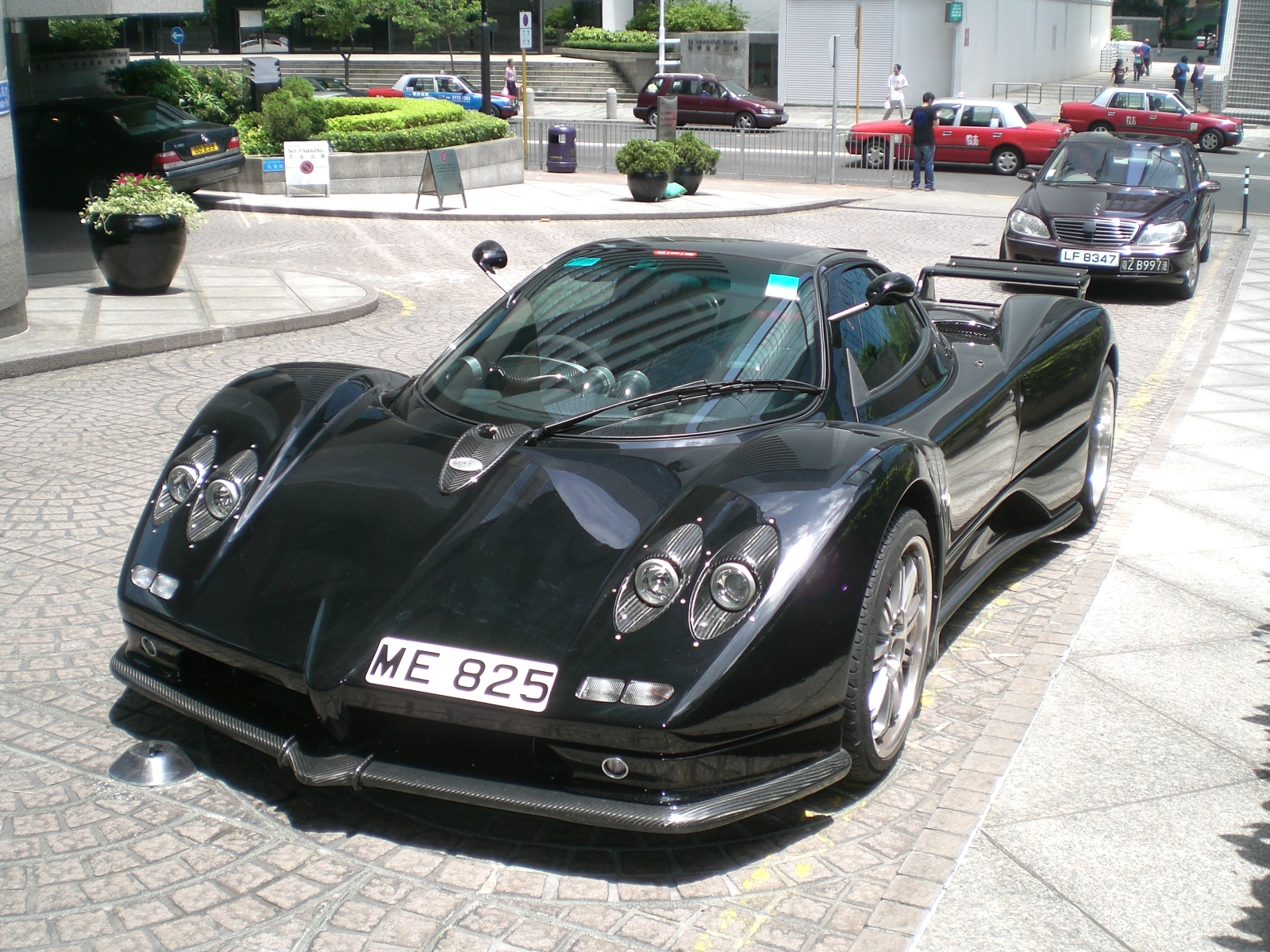
一辆香港牌照的Zonda C12

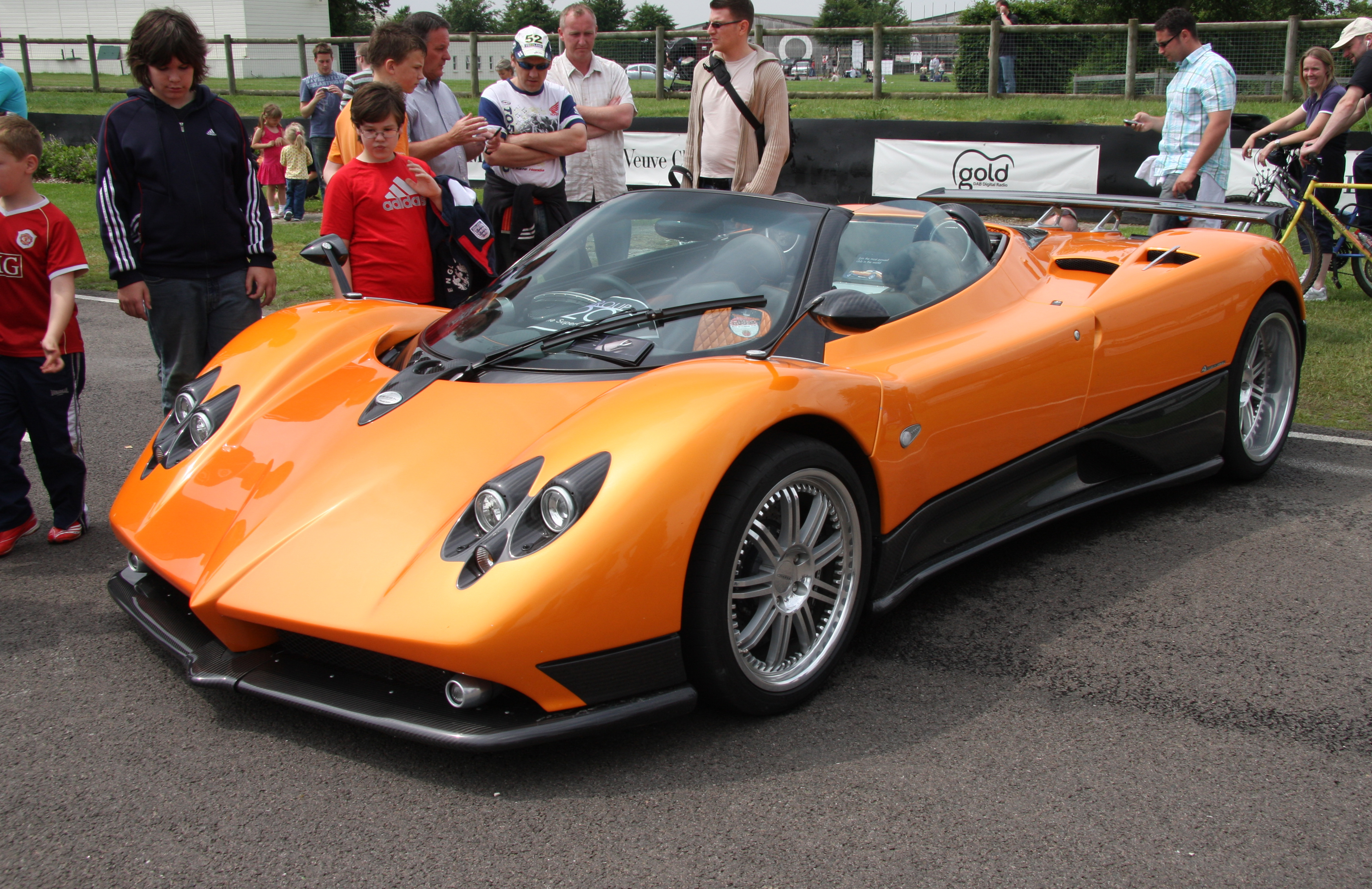
Zonda F Roadster

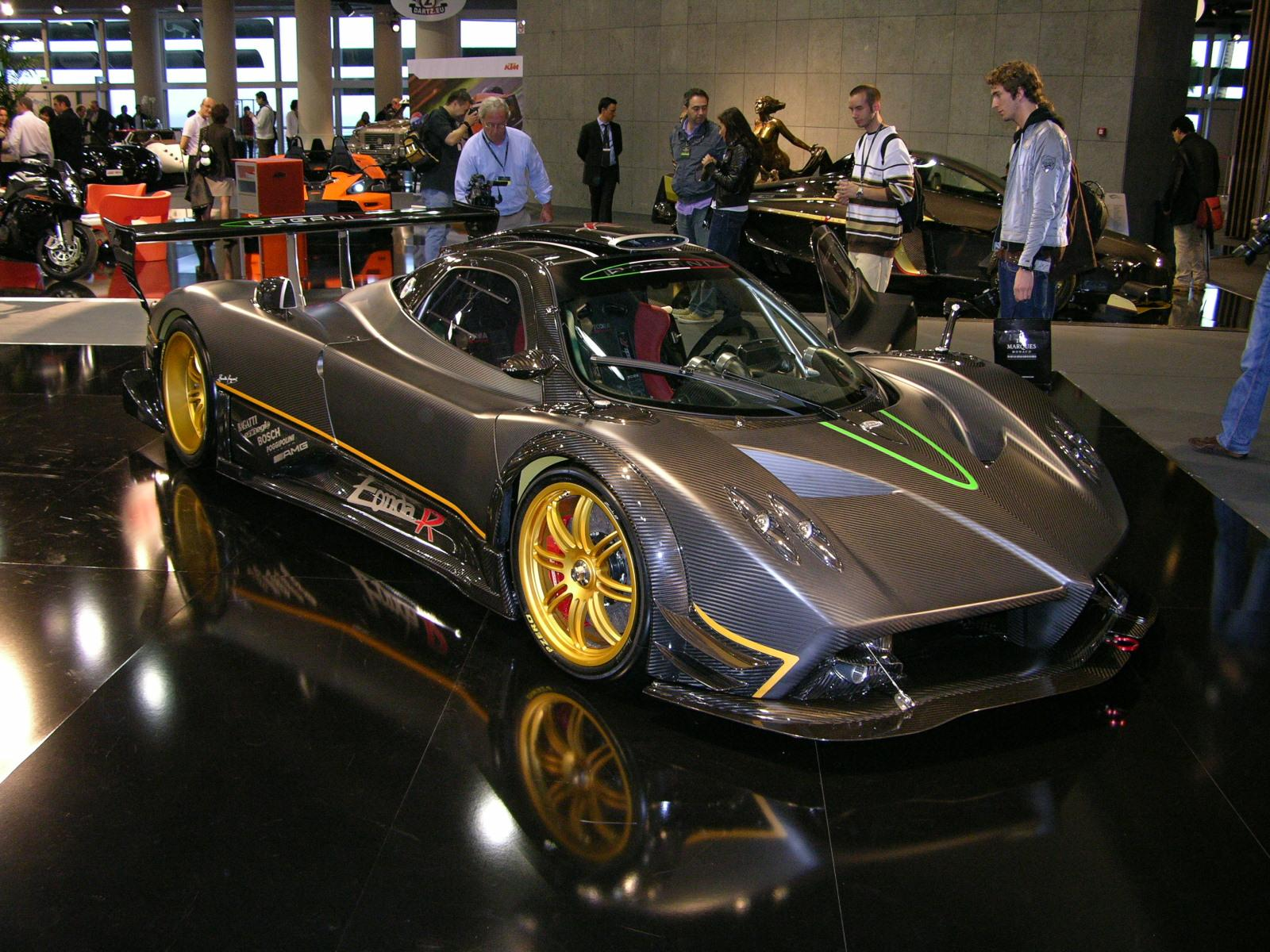
Zonda R

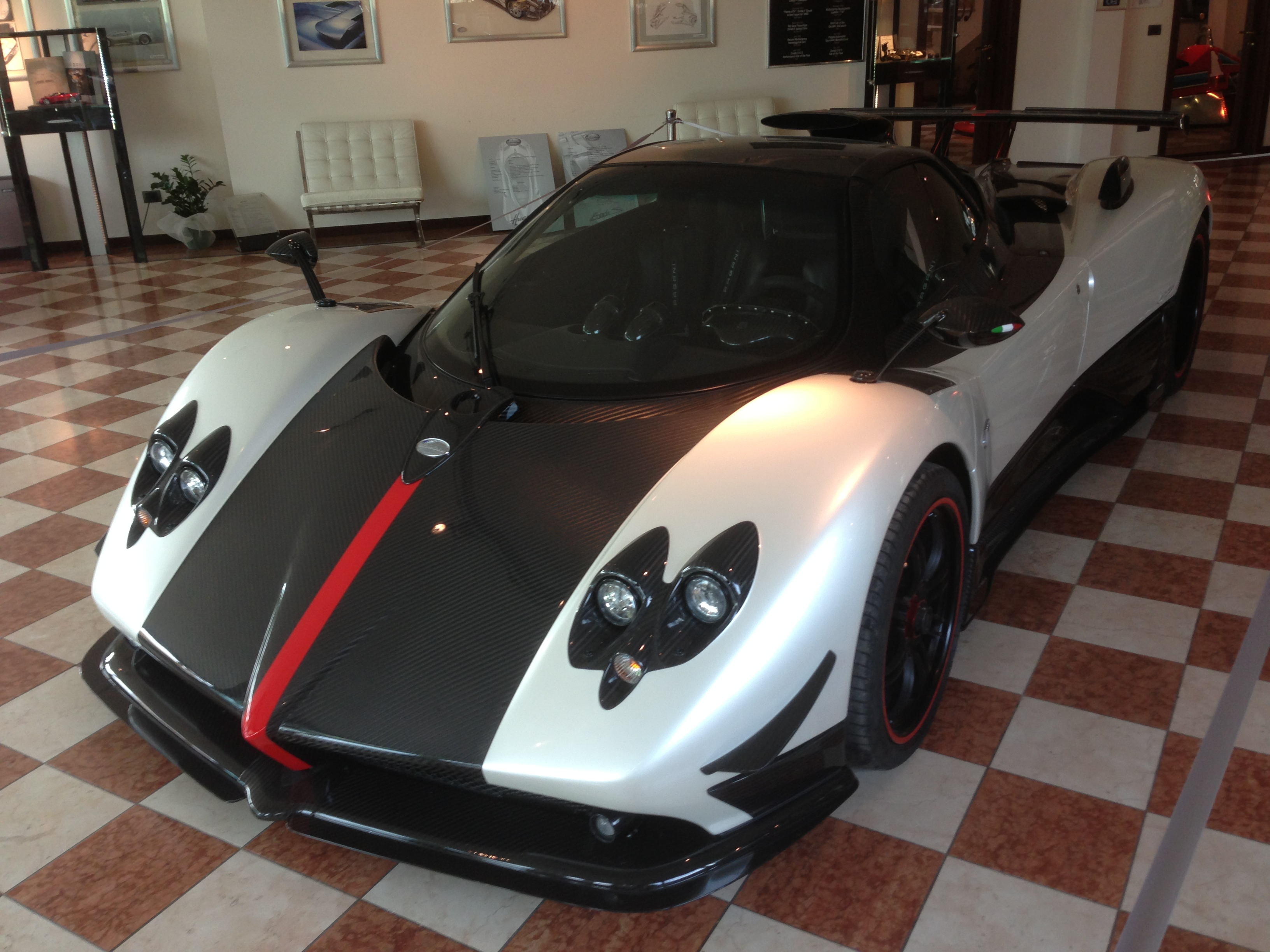
Pagani Zonda Cinque

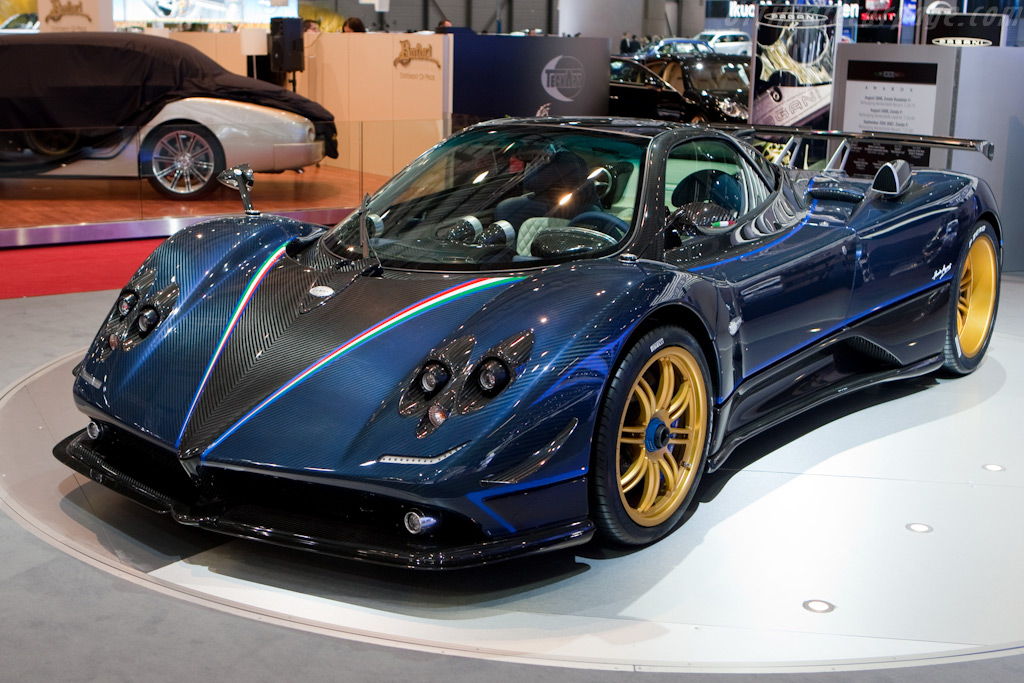
Zonda Tricolore

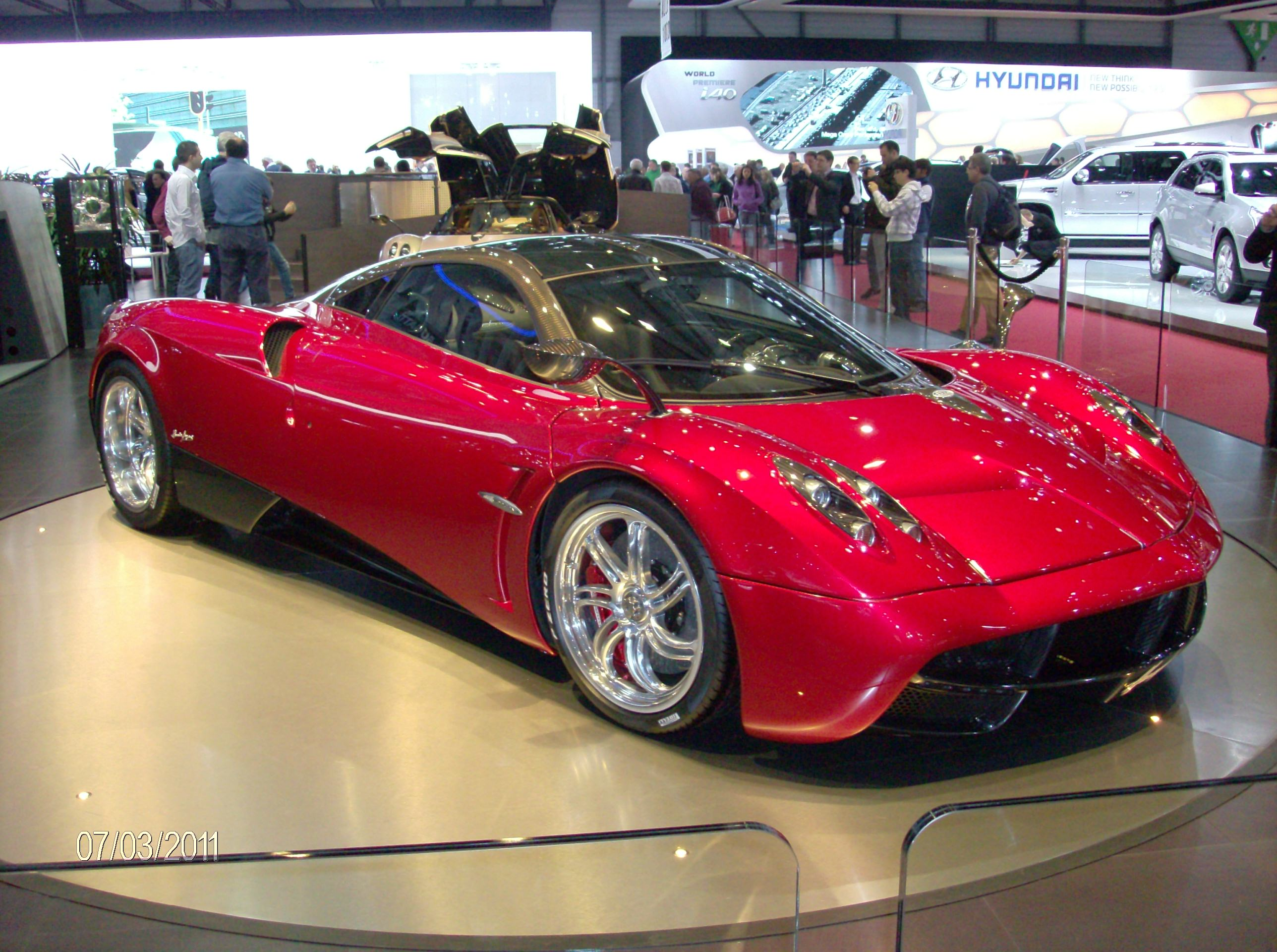
帕加尼Huayra

帕加尼的产品包括各种跑车和赛车使用的配件，由于没有完整的生产线，它生产的车辆有不少零部件都是采购自其它厂商。由于是手工制造车辆，其月产量也不过几十辆，买家在落訂后需要等待数月才能接收新车。除了汽车之外，帕加尼还授权使用自己的商标生产机械錶等精品。
- 跑车
  - Zonda C12，公司的第一款车型,有6升、7升和7.3升多种排量。
  - Zonda F，F表示Fangio以纪念F1赛车手范吉奥。
  - Zonda R Clubsport
  - Zonda Cinque仅生产5辆的限量版跑车。
    - Zonda Tricolore基于Zonda Cinque，只生产一辆，为了纪念意大利三色箭特技飞行所发生的飞行事故而开发。[7]

  - 帕加尼风神，新款车型，2011年上市。車身採用碳纖維與鈦合金混合材料，比碳纖維更堅固，馬力重量比因此優於Bugatti Veyron。車頭與車尾的電動擾流板首創可如同飛機襟翼一樣，在轉彎時左右擾流板傾斜角度自動做出不同調整，改善過彎時左右輪抓地力的差距，風阻係數也在0.31到0.37間變換。
  - Huayra BC，2016年上市。BC為第一位客戶的名稱縮寫。
  - ZONDA LM，7.3公升、AMG V12、700hp [8]
  - Utopia，2022年上市。

## 亞洲發展
- 台灣PAGANI CENTER（高雄市左營區博愛四路174號）

## 外部連結
- 官方網站 （页面存档备份，存于）
- Pagani 香港製作視頻